# Goblin (musikgrupp)

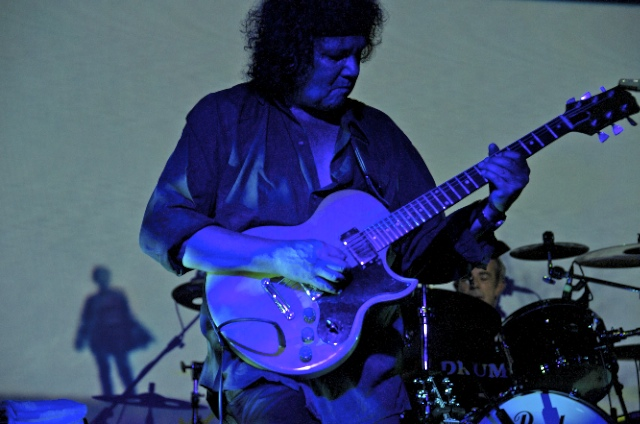
Goblin (2009)

Goblin är ett italienskt band inom progressiv rock, känt för sin filmmusik till Dario Argentos filmer, till exempel Profondo Rosso (1975) och Flykten från helvetet (Suspiria, 1977).